# 立言画刊

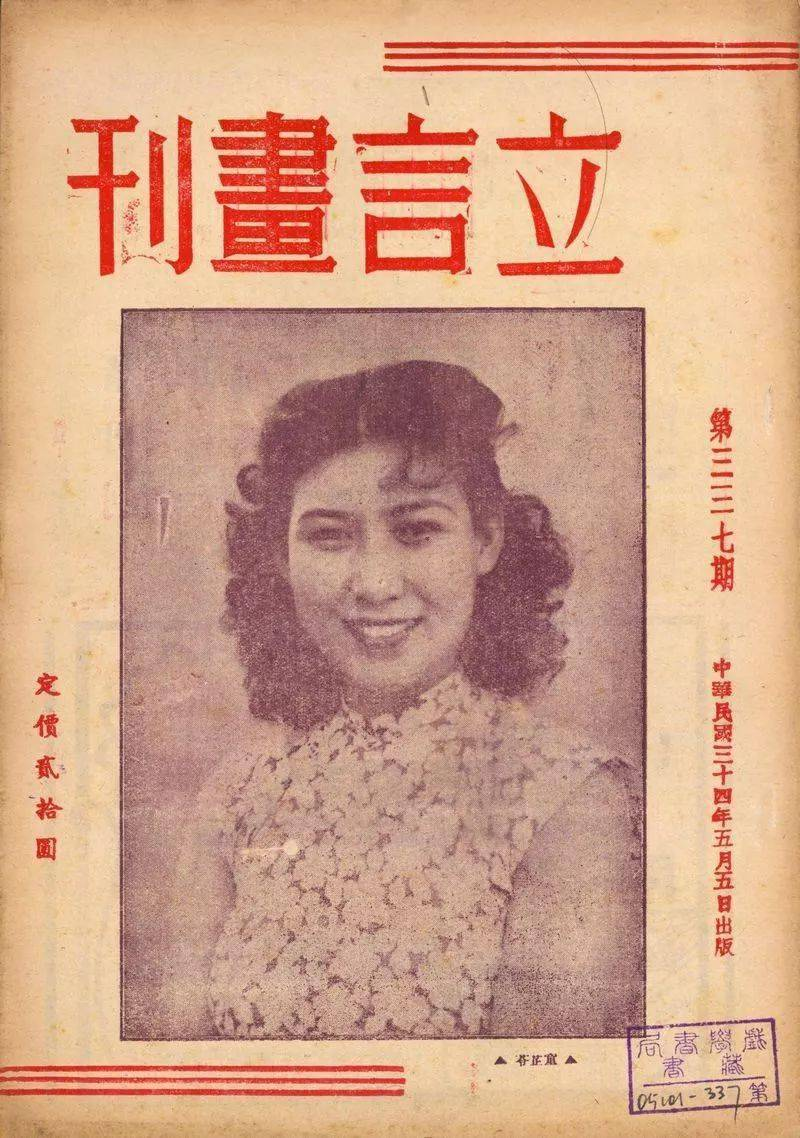
《立言画刊》1945年5月5日第337期封面：童芷苓生活照

立言画刊是北京於民国时期的综合类刊物。1934年创刊时为新闻日报，:1名为立言报，四开一张。1937年七七事变后，日军占领北平，1938年10月，改为《立言画刊》，扩充游艺版，停办时事新闻，改为综合性周刊，:116开本，每星期六出版一期，以研究京剧、电影为号召，不谈论政治。内容中有关京剧的内容占到30%，包括名伶小史、名伶访问记、老艺人回忆录、剧评、剧目介绍及演员演艺活动报道等。至1945年6月停刊，共发行356期。

## 编辑成员
据毛世来回忆，《立言报》报社社长是金达志，主编吴宗祜。《立言画刊》创刊时，主编为金达志，编辑李政贤、金受申。:7
金达志，生平不详。:8记者，其叔祖母去世时，军政要员多亲临致祭。1933年，作为天津《康报》驻北平记者采访过赛金花。1945年8月日本投降后，曾开办八开纸小报《民言报》。:8
金受申，曲艺史家、民间文艺家、民俗学家，北京满族人，17岁起为报刊供稿以贴补家用，21-25岁在北京大学研究所国学专业学习深造，并在十余所中学代课任教兼行中医。:8
吴宗祜，记者，人称“吴忙子”，常往来于游艺圈中。

## 内容题材

### 立言报
1934年10月，《立言报》创立于北平，四开一张，报馆在宣武门外椿树上三条。以报道时事政治和军事动态为主，:1专长娱乐新闻。刊载有金受申有关北京民俗的文章、景孤血的戏剧评论、连阔如的评书《东汉》，获得读者之好评。

### 立言画刊
1937年七七事变后，日本入侵，北平沦陷。1938年10月，《立言报》改组为《立言画刊》，不再对政治军事进行报道，转而关注演艺界。:1新的刊物不再是日报，而是16开本的周刊，每星期六出版一期。创刊号设置有15个版块，分别是国剧、文艺、食谱、青春版、油画、国术、无线电·科学、体育、刻竹治印、家庭术生、杂俎、谈画、星命、小说、小游艺。在《立言报》上的连阔如评书《东汉》仍继续连载。金受申在《立言画刊》上专门开辟了《北京通》专栏，通过《滦州影戏》、《北京菜》、《大茶馆》、《北京的冬天》等文章，通俗讲述北京的风土人情、民俗习惯，吸引不少读者。
《立言画刊》三分之一的篇幅是关于京剧，内容侧重对京剧演员及剧场情况的介绍，图文并茂，对抗日战争时期北京京剧演剧市场做了真实细致的记录，其中既包括对戏曲名角的活动与生活描绘，又有对戏曲明星或名伶的关注，买房、购物、生病、拜师等，无不成为《立言画刊》的关注对象。发行有李世芳婚礼特辑之一、李世芳结婚纪念特刊等专刊。陈墨香、徐凌霄、张聊公等众多当时的著名剧评家、研究家、戏剧记者为该刊撰稿，进行戏剧评论。画刊还为京剧脸谱知识科普及脸谱艺术视觉推广，翁偶虹在其中开设《藕红室脸谱》。

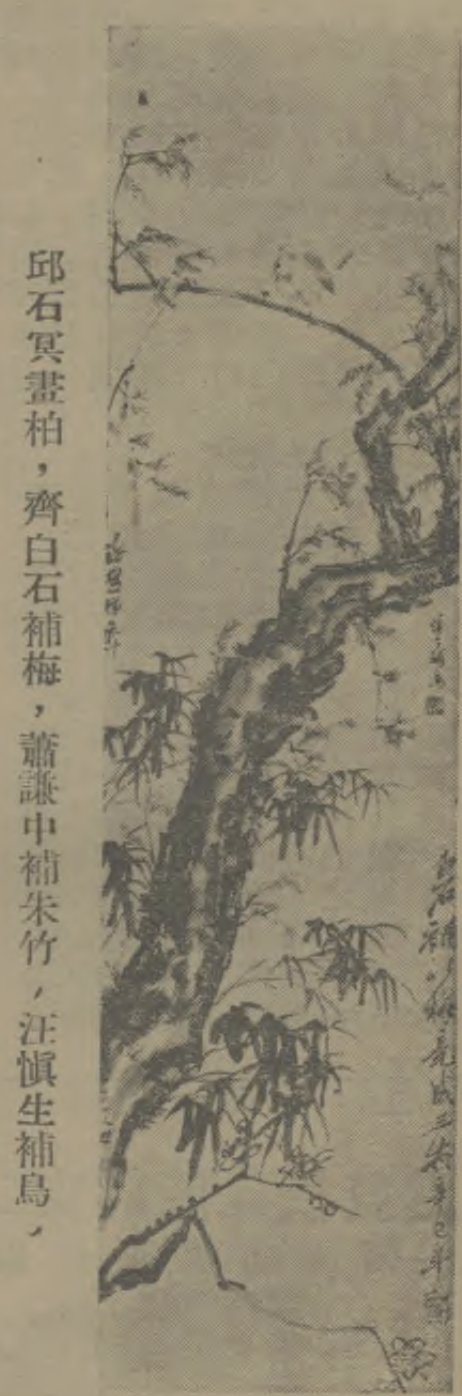
邱石冥画柏，齐白石补梅，萧谦中补朱竹，汪慎生补鸟

《立言画刊》亦评论山水画创作，刊载了许多京华美专教授的作品和文章。七七事变后，齐白石闭门谢客，不再进行教学，但却参加了各类展览，并为《立言画刊》所记载。邱石冥专栏“寂园剩稿”中，多次刊登《白石老人诗文抄》。1939年2月25日出版的《立言画刊》第22期封面还有齐白石之题字。1941年第151期刊载有邱石冥画柏，齐白石补梅，萧谦中补朱竹，汪慎生补鸟，四人合作的花卉一幅。
1944年末起，紧随时代潮流，《立言画刊》封面与版式的主视觉图像，逐步由京剧名伶舞台形象转变为影星的剧照与日常写真。

## 重大事件

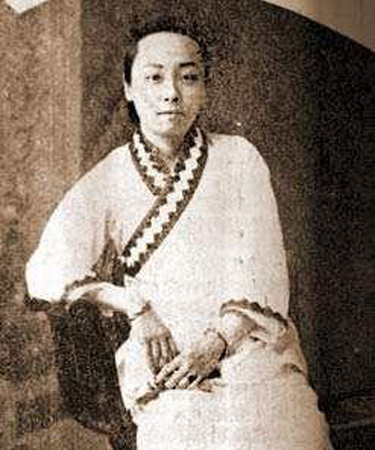
1936年11月的赛金花逝世是《立言报》的独家新闻

1936年11月4日凌晨，赛金花逝世，其居所附近的巡警普玉得知消息后，立即通知了《立言报》报社。当时接电话的是《立言报》编辑吴宗祜。《立言报》随即停机改版，使得消息以独家新闻的形式登上当天头条。消息一出，北京的名流纷纷捐款捐物以安葬赛金花，吴宗祜出面在鹤年堂棺材铺赊账为赛金花购置棺材，经张次溪提议将赛金花安葬在陶然亭。
1936年冬，《立言报》之游艺版在富连成社与中华戏曲专科学校的在校学员中举行童伶选举，一时销量激增。期间，冀察政务委员会一政要致信金达志，称要买十万份《立言报》，要把报上的票全都投给毛世来，以期其为童伶主席。报社一时不能回应，求教于齐如山、徐汉生、吴菊痴等人，拖延至选举结束，最终由李世芳荣膺童伶主席，毛世来则拿了旦部冠军。
1940年，《立言画刊》的吴宗祜组织李世芳、毛世来、张君秋、宋德珠一同在长安大戏院进行“四小名旦”合演《四白蛇传》，以提高知名度，形成了被戏曲界广泛认可的“四小名旦”。

## 推荐阅读
- 陈志明; 王维贤 (编). . 学苑出版社. 2009-11-01. ISBN 978-7-5077-3415-7.